# Antonia San Juan
Pour les articles homonymes, voir San Juan.
Antonia San Juan (parfois créditée Antonia Sanjuán au début de sa carrière) est une actrice, réalisatrice et scénariste espagnole, née le 22 mars 1961 à Las Palmas.

## Biographie
Antonia San Juan part à Madrid à l'âge de 19 ans, où elle commence à travailler comme actrice de théâtre et fait des monologues dans des bars et des pubs.  
En 1999, elle devient célèbre au niveau international grâce à son rôle d'Agrado dans le film Tout sur ma mère de Pedro Almodóvar. 
En 2009, elle joue le rôle d'Estela Reynolds dans la série La que se avecina. 

## Filmographie

### Actrice

#### Courts métrages
- 1994 : La vida siempre es corta (voix)
- 2000 : El pan de cada día : la vendeuse
- 2003 : Colours : Esther
- 2003 : 238 : Antonia
- 2005 : V.O. : Michelle
- 2005 : La nevera
- 2005 : La maldad de las cosas
- 2005 : El hambre
- 2005 : Un dulce despertar
- 2005 : Un buen día
- 2005 : La China
- 2006 : Palomita mía

#### Longs métrages
- 1997 : Perdona bonita, pero Lucas me quería a mí : la fille enjouée au casting
- 1998 : El grito en el cielo : Paca
- 1998 : Ma première nuit (La primera noche de mi vida) : Toñi
- 1999 : Hongos : femme à la clinique
- 1999 : Tout sur ma mère (Todo sobre mi madre) : Agrado
- 1999 : Manolito Gafotas : la mère d'Ylhad
- 1999 : Ataque verbal : Pepa
- 2000 : Asfalto : Clarita, la mère
- 2002 : Venganza : Reina
- 2002 : Piedras : Adela
- 2002 : Amnèsia : Pilar
- 2002 : La balsa de piedra : la ministre Enriquez
- 2002 : Octavia (es) : Manuela
- 2005 : Monógamo sucesivo
- 2006 : La caja : Benigna
- 2009 : Tú eliges : Rosa
- 2012 : Del lado del verano : Blanca
- 2019 : El silencio de los objetos
- 2019 : La Plateforme (El hoyo) de Galder Gaztelu-Urrutia : Imoguiri
- 2020 : Mañana es hoy : Elvirita
- 2021 : Le Fantôme du sauna (El Fantasma de la Sauna) : Asun
- 2024 : La Plateforme 2 (El hoyo 2) de Galder Gaztelu-Urrutia : Imoguiri

#### Télévision
- 2009 : La que se avecina : Estela Reynolds

### Réalisatrice
- 2005 : La China (court métrage)
- 2005 : V.O. (court métrage)
- 2009 : Tú eliges
- 2012 : Del lado del verano - également productrice[5]

### Scénariste
- 2012 : Del lado del verano